# Vous aimez Hitchcock ?
Pour plus de détails, voir Fiche technique et Distribution.
Vous aimez Hitchcock ? (Ti piace Hitchcock?) est un téléfilm italien réalisé par Dario Argento.
Le film a été tourné à Turin pendant l'été 2004. Il a été distribué en DVD à partir de 2005 dans plusieurs pays du monde, et projeté dans certains festivals de cinéma européens.
Il a été diffusé pour la première fois par Rai 2 le 24 août 2007 en première partie de soirée, avec la mention « interdit aux mineurs ». En Espagne, il a été diffusé sur Televisió de Catalunya. En France, après une projection en janvier 2006 au Festival du film fantastique de Gérardmer, il est distributé en DVD à partir de mars 2006.

## Synopsis
Le film commence avec le protagoniste Giulio qui, enfant, se promène à vélo dans les forêts d'Asti. Il s'arrête devant une ferme où, à l'intérieur, il voit deux femmes qui abattent un coq. Il aperçoit la scène depuis sa fenêtre et s'enfuit, désespéré. Peu après, il s'aperçoit qu'il est poursuivi par les deux mystérieuses femmes. C'est une scène qui sert d'explication à la manie voyeuriste du protagoniste.
Sasha et Federica se rencontrent dans un vidéoclub et attirent l'attention de Giulio, un jeune étudiant en cinéma. Giulio, ayant découvert que Sasha vit dans l'immeuble en face du sien, commence à l'espionner. Une nuit, Giulio entend des cris provenant de l'immeuble de Sasha, pour découvrir plus tard que la mère de Sasha a été sauvagement assassinée. Giulio, pensant à l'intrigue du film L'Inconnu du Nord-Express d'Alfred Hitchcock, se demande pourquoi deux filles complètement différentes se fréquentent autant et pourquoi la mère de Sasha a été assassinée comme dans le film.
Giulio commence à enquêter, mais une nuit, en espionnant Federica, il découvre qu'après avoir volé de l'argent à des clients, elle est obligée d'avoir des relations sexuelles avec le patron en échange de son silence. Découvert, Giulio est obligé de fuir. Un matin, Andrea (le propriétaire du vidéoclub) apporte à Giulio les plus beaux films d'Hitchcock. Lorsqu'Andrea tente ensuite de l'assassiner pour avoir espionné la conversation entre le patron de Federica et elle, il devient clair qu'il a été payé pour le tuer. Sa mère et son nouveau mari arrivent à temps pour sauver Giulio mais ne parviennent pas à rattraper Andrea qui est renversé par une voiture. Pendant ce temps, Sasha est arrêtée pour le meurtre de sa mère. Un soir, Giulio et sa petite amie (qui n'est plus sceptique quant aux soupçons de Giulio après la tentative de meurtre d'Andrea) voient une femme portant une veste noire, une perruque noire et des gants noirs et décident de la suivre. Giulio reconnaît Federica comme la meurtrière et demande à sa petite amie d'appeler l'inspecteur. Federica n'a plus d'issue, elle tente alors de se suicider mais est sauvée par l'inspecteur et la petite amie de Giulio et arrêtée pour le meurtre de la mère de Sasha.

## Fiche technique
- Titre français : Vous aimez Hitchcock ? ou Aimez-vous Hitchcock ?[1]
- Titre original italien : Ti piace Hitchcock?[2]
- Réalisation : Dario Argento
- Scénario : Dario Argento, Franco Ferrini
- Photographie : Frederic Fasano
- Montage : Walter Fasano
- Musique : Pino Donaggio
- Effets spéciaux : Marcello Buffa
- Décors : Francesca Bocca, Valentina Ferroni
- Costumes : Fabio Angelotti
- Production : Claudio Argento, Carlo Bixio, Tommaso Calevi, Joan Antoni González, Miguel Ángel González, Fabrizio Zappi
- Société de production : RAI Radiotelevisione Italiana
- Pays de production :  Italie
- Langue de tournage : italien
- Format : Couleur - 1,66:1 - 35 mm
- Durée : 93 minutes (1 h 33)
- Genre : Giallo
- Date de diffusion :
  - Belgique : 19 mars 2005
  - Italie : 1er décembre 2005 (DVD) ; 24 août 2007 (Rai 2)
  - France : 26 janvier 2006 (Festival du film fantastique de Gérardmer) ; 1er mars 2006 (DVD)
- interdit aux moins de 12 ans

## Distribution
- Elio Germano : Giulio
- Elisabetta Rocchetti : Sasha Zerboni
- Chiara Conti : Federica Lalli
- Ivan Morales Mauro
- Cristina Brondo : Arianna
- Lorenzo Federici : Giulio (en tant qu'enfant)
- Edoardo Stoppa : inspecteur
- Gianpiero Perone : Alvaro Pautasso
- Giuseppe Loconsole : l'homme de Federica